# Carl Friedrich Schultz
Carl Friedrich Schultz ( *  1765 Zweibrücken  - 1837 Wissembourg ) fue un botánico, pteridólogo, micólogo, briólogo y boticario alemán
Asiste a la escuela primaria en Kusel, y luego aprende la profesión de farmacéutico en Zweibrücken, y trabaja con su padre en su farmacia.

## Algunas publicaciones

### Libros
- Flors der Pfalz. Enthaltend e. Verzeichniss aller bis jetzt in d. bayer. Pfalz u. d. angränzenden Gegenden Badens, Hessens, Oldenburgs.  lxxvi, 575 pp. 35 planchas.
- Prodromus Florae Stargardiensis.

## Honores
En su honor se nombra al género:
- Schultzia Wall.  de la familia Apiaceae.

- La abreviatura «Schultz» se emplea para indicar a Carl Friedrich Schultz como autoridad en la descripción y clasificación científica de los vegetales.[1]

Posee más de 46 registros de sus identificaciones y clasificaciones de nuevas especies.